# Veľká Čierna
Veľká Čierna (maďarsky Nagycserna) je obec na Slovensku v okrese Žilina. V roce 2011 zde žilo 354 obyvatel. První písemná zmínka o obci pochází z roku 1471.
Bylo zde nalezeno sídliště púchovské kultury z přelomu letopočtu. Obec je poprvé zmiňována 1361 pod názvem Naghi Cherna, doložena je ale až z roku 1477 jako Cherna. Leží v severní části Domanižské kotliny. Kostel sv. Cyrila a Metoděje byl postaven v letech 1969 – 1974. Podnětem k jeho výstavbě bylo výročí smrti sv. Cyrila.
Nejvyšším vrchem v katastru obce je Vysoký vrch, který měří 766 m n. m.